# Bleke poederkorst
Bleke poederkorst (Lepraria vouauxii) is een korstmos uit de familie Stereocaulaceae.

## Kenmerken
Het thallus is zeer variabel als een losse massa. Het bovenoppervlak heeft grijsgele tot groengele tinten, zeer ruwe sorediën: grof, meestal bolvormig en tot 0,3 mm in diameter, soms vormend onregelmatige, afgeplatte tot langwerpig klontjes tot een diameter van 0,7 mm. Het onderoppervlak is niet zichtbaar, wit of vaak lichtbruin (deels als gevolg van hechtende deeltjes).
Bleke poederkorst heeft de volgende kleurreacties: K-, C-, KC-, P+ (oranje) of P-.

## Ecologie
Hij komt voor op steen en op bomen. Hij groeit op rotsen, grond, mossen, schors (bv. eik), in beschutte spleten, onder overhangende stukken, in keienbarsten.

## Verspreiding
Bleke poederkorst komt voor in Afrika, Australië, Europa, Nieuw-Zeeland en het noorden en Zuid-Amerika. In Nederland is de soort vrij zeldzaam voor. Hij is niet bedreigd en staat niet op de rode lijst.